# Joaquim Collar i Serra
Joaquim Collar i Serra (Figueres, 25 de novembre de 1906 — ?, Mèxic, 20 de juny de 1933) fou un militar i aviador català. Era fill de Luis Collar Moraza, sergent de cavalleria originari de Vitòria i aleshores destinat al castell de Sant Ferran de Figueres, i de Margarida Serra i Capalleras, mestra de Darnius.

## Carrera militar
L'1 de febrer de 1921 ingressà com a voluntari al Regiment de Dragons Numància núm. 1, destinat a Barcelona i el 27 d'agost fou admès a l'Acadèmia de Cavalleria de Valladolid. El 1924 obté el grau d'alferes i és destinat al Regiment de Caçadors d'Alfons XIII, amb seu a Àlaba. El 1925 marxa a Larraix (Protectorat Espanyol al Marroc) en un cos expedicionari del seu regiment. Durant la seva estada al Marroc va participar en accions militars de protecció a combois, on fou lloat pels seus superiors a causa del seu valor. Posteriorment fou destinat al Regiment de Caçadors de Taxdir núm. 29, fou condecorat i ascendit a tinent (1926). A començaments de 1927 fou destinat novament a la Península.

## Aviador
En febrer 1927 va ingressar al Servei d'Aviació de Cuatro Vientos i fou destinat a l'escola de Los Alcázares (Múrcia) per realitzar el curs d'observador d'aeroplà de guerra. El 15 de juliol de 1927 finalitzà el curs i fou destinat a la unitat d'aviació de Melilla, participant com a pilot en tasques de reconeixement i fotografia aèria. Des de febrer fins a abril de 1928 va estar destinat en l'Esquadrilla Napier de Cap Juby, on va coincidir amb Antoine de Saint-Exupéry. L'abril de 1928 fou destinat a Burgos, i el setembre fou admès a l'escola elemental d'Alcalá de Henares on va realitzar el curs de pilot.
L'octubre de 1929 va passar destinat a l'Esquadrilla del Sàhara, amb seu a l'aeroport de Villa Cisneros, on va romandre fins a l'abril de 1930, quan fou destinat com a professor a l'Esquadrilla d'experimentació de l'Esquadra d'Instrucció del Servei d'aviació i experimentació a l'aeròdrom de Cuatro Vientos. El seu elevat interès pel vol i una innata habilitat el van convertir en un dels millors pilots del moment.

## Conspirador republicà
D'idees republicanes, va participar el 15 de desembre de 1930 en el pronunciament contra la monarquia encapçalat pel comandant Ramón Franco i el general Gonzalo Queipo de Llano, que tenia pensat bombardejar el Palau Reial de Madrid. Malgrat el fracàs de la Sublevació de Jaca tres dies abans, Collar va participar activament en els fets assaltant un polvorí per a aconseguir les bombes dels avions, però l'aixecament fracassà per falta de suport. En l'últim moment, pilotant un avió de la base, va escapar a Portugal amb el seu company Rexach, on, malgrat ser ben rebuts, el 29 de desembre marxaren a Liverpool en el vaixell Hildebrand. Les autoritats britàniques no els deixaren entrar al país i anaren a Le Havre, on es reuní amb Ramón Franco i s'establiren a París. Amb la proclamació de la Segona República el 14 d'abril de 1931, va tornar a Espanya com un heroi i va ser destinat com a instructor/professor de l'Escola de pilotatge d'Alcalá - Guadalajara. Va rebre un sentit homenatge de la Federació Republicana Socialista de l'Empordà i li dedicaren un article al diari Empordà Federal, alhora que col·laborà en la creació de l'Aeronàutic Club Empordanès amb Francesc Guillamet i Naspleda i Josep Canudas i Busquets, per tal de fomentar el desenvolupament de l'esport aeri a l'Empordà amb vistes de la creació d'una xarxa aèria catalana. També participà en l'organització dels festivals aeris de l'ACE a Figueres de 1932.

## El raid Sevilla-Cuba

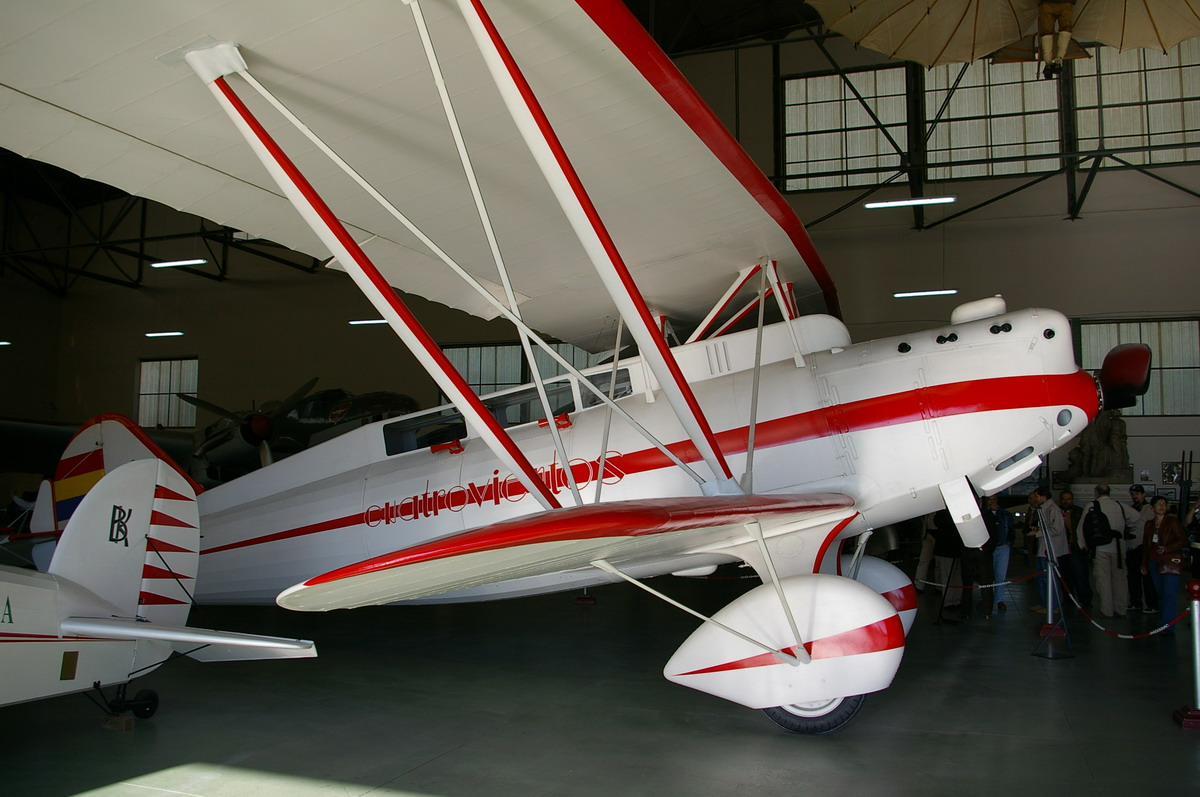
Rèplica del Cuatro Vientos al Museu de l'Aire

Quan el capità Mariano Barberán, qui ja havia participat en el vol del Plus Ultra amb Ramón Franco, va planejar un vol sense escales a través de l'Atlàntic central, el tram atlàntic més ample, que obriria una nova ruta aèria entre Sevilla i Cuba, va pensar amb ell com a acompanyant idoni (vegeu vol del Cuatro Vientos).
Tots dos aviadors van partir de l'aeroport de la Tablada (Sevilla) la matinada del dia 10 de juny de 1933 i van arribar a Camagüey el dia 11 de juny, després de fer 6.300 kilòmetres sense escales. Van romandre a l'illa, on van ser complimentats de forma contínua pels cubans, fins al dia 20 de juny, en què van partir per complir la següent etapa del seu viatge fins a Ciutat de Mèxic, malgrat que les condicions meteorològiques no eren les apropiades.
Alguns testimonis afirmaren haver vist l'avió travessar la Península de Yucatán, però mai no arribaren a Ciutat de Mèxic. Alguns grups de voluntaris buscaren les restes de l'avió arreu de Mèxic, però fou en va. Sobre la misteriosa desaparició i la sort dels seus tripulants han sorgit diverses teories, però dues són les que han tingut més acceptació.
La primera afirma que haurien caigut al mar, basant-se en el fet que la nit del 20 al 21 de juny de 1933 s'albiraren unes llums al mar i en què es va trobar un pneumàtic a la costa quatre dies després de la desaparició de l'avió. Alguns fins i tot afirmaren que darrere de tot estava el president de Cuba, Gerardo Machado, que s'hauria assabentat d'una aventura amorosa de Collar amb una de les seves amants. El 1933 corrien rumors a Mèxic de la col·locació d'un aparell explosiu a l'avió o de l'adulteració del combustible.
Una altra teoria defensa que haurien arribat a Mèxic i s'haurien estavellat al Cerro de la Huacamaya, on poc després foren assassinats per uns indígenes per robar-los i amagaren les restes de l'avió i dels tripulants en coves de la zona. Darrerament, aquesta hipòtesi ha quedat reforçada per la publicació de testimonis dels fets, que lamentaven que l'avió hagués aterrat en una zona de "contrabantistes i bandits". El motor aparegué anys després en un molí propietat d'un ciutadà nord-americà.
La seva misteriosa desaparició va donar als protagonistes una aurèola de llegenda. El 15 de març de 1934 els membres de l'ACE constituïren a Figueres el Comitè de Glorificació de la Gesta del “Cuatro Vientos”, del qual formà part Josep Canudas, i a Joaquim Collar li fou concedida pòstumament la "Medalla Aérea". També, juntament amb el seu company Barberán, li fou concedit el prestigiós trofeu aeronàutic Harmon Trophy, en la categoria National Trophy.